# Nekrolog 1535
Nekrolog
◄◄
| ◄
| 1531
| 1532
| 1533
| 1534
| 1535 | 1536 | 1537 | 1538 | 1539 | ► | ►►
Weitere Ereignisse | Allgemeiner Nekrolog 1535
Die Beschreibung der verstorbenen Person sollte so kurz wie möglich gehalten sein und nur deren signifikante Tätigkeit(en) enthalten.
Neue Namen ggf. auch unter dem Geburts- und Sterbedatum, also etwa unter 1. Januar und im Geburts- und Sterbejahr (2024) eintragen (nur bei entsprechender großer Wichtigkeit). Für Beispiele siehe die schon vorhandenen Artikel.
Außerdem über die fünf zuletzt Verstorbenen, zu denen es einen ausreichend guten Artikel für eine Präsentation auf der Hauptseite gibt, nach der todesbedingten Überarbeitung der Artikel ggf. auch unter Wikipedia Diskussion:Hauptseite informieren und sie am besten auch in den anderen Wikipedia-Sprachversionen eintragen. Tipp: Regelmäßig bei news.google.de nach „ist tot“, „gestorben“ oder „verstorben“ suchen.
Wenn eine Person gestorben ist, gibt es viele Seiten zu dieser Person in der Wikipedia, die davon auch betroffen sind und entsprechend aktualisiert werden müssen. Beispiele: Namenübersichtsseite, Geburtsjahr, Geburtsort-Seiten und viele mehr.
Wie finde ich die betroffenen Seiten?
Im Suchfeld auf der linken Seite gibt man den Suchbegriff so ein: „Vorname Nachname“. Dann klickt man auf Volltext und alle Seiten mit entsprechendem Suchtext werden aufgerufen. Hier sieht man dann schnell, wo auch das Todesjahr Sinn macht oder sogar ein Teil des Artikels angepasst werden muss. Auch hilft das „Werkzeug“ auf der linken Seite sehr gut, um solche Seiten aufzufinden: „Links auf diese Seite“. Somit ist die Wikipedia wieder aktuell in allen Bereichen! Hinweis: bei Eintragung der Kategorie „Gestorben JAHR“ wird der Missbrauchsfilter 49 ausgelöst, was jedoch nicht schlimm ist. Siehe: Spezial:Missbrauchsfilter/49
Dies ist eine Liste von im Jahr 1535 verstorbenen bekannten Persönlichkeiten. Die Einträge erfolgen innerhalb der einzelnen Daten alphabetisch sortiert. Tiere sind im Nekrolog für Tiere zu finden.

## Januar
| Tag        | Name                               | Beruf, bekannt als                             | Alter | Beleg |
| ---------- | ---------------------------------- | ---------------------------------------------- | ----- | ----- |
| 5. Januar  | Balthasar von Groschlag zu Dieburg | Domkapitular Mainz                             |       |       |
| 20. Januar | Anne Meinstrup                     | Oberhofmeisterin bei drei dänischen Königinnen |       |       |

## Februar
| Tag         | Name                                      | Beruf, bekannt als                                       | Alter | Beleg |
| ----------- | ----------------------------------------- | -------------------------------------------------------- | ----- | ----- |
| 1. Februar  | Johann Klopreis                           | Prediger der Täufer in Münster                           |       |       |
| 1. Februar  | Gottfried Stralen                         | Prediger der Täufer in Münster                           |       |       |
| 18. Februar | Emich IX.                                 | Graf von Leiningen-Hardenburg                            |       |       |
| 18. Februar | Heinrich Cornelius Agrippa von Nettesheim | Universalgelehrter, Theologe, Jurist, Arzt und Philosoph | 48    |       |
| 28. Februar | Wolter von Plettenberg                    | livländischer Ordensmeister des Deutschen Ordens         |       |       |

## März
| Tag      | Name                         | Beruf, bekannt als                                              | Alter | Beleg |
| -------- | ---------------------------- | --------------------------------------------------------------- | ----- | ----- |
| 5. März  | Lorenzo Costa der Ältere     | italienischer Maler                                             |       |       |
| 15. März | Heinrich III. Bockholt       | Bischof von Lübeck                                              |       |       |
| 16. März | Barbara Göler von Ravensburg | Adelige, Zisterzienserin, Äbtissin im Kloster Rosenthal (Pfalz) |       |       |
| 21. März | Vinzenz von Schleinitz       | Bischof von Merseburg                                           |       |       |
| 27. März | Georg Tannstetter            | deutscher Humanist, Astronom, Astrologe und Mediziner           | 52    |       |
| 29. März | Johannes von Botzheim        | deutscher Humanist                                              |       |       |
| März     | Georg van Themseke           | Botschafter Spaniens im Vereinigten Königreich                  |       |       |

## April
| Tag       | Name              | Beruf, bekannt als                                                  | Alter | Beleg |
| --------- | ----------------- | ------------------------------------------------------------------- | ----- | ----- |
| 4. April  | Beatrix von Baden | markgräflich-badische Prinzessin, durch Ehe Pfalzgräfin von Simmern | 43    |       |
| 15. April | Nikolaus Ferber   | deutscher Ordensgeistlicher, Mitglied des Franziskanerordens        |       |       |
| 22. April | Louis de Gorrevod | Kardinal der katholischen Kirche                                    |       |       |

## Mai
| Tag     | Name               | Beruf, bekannt als                                                    | Alter | Beleg |
| ------- | ------------------ | --------------------------------------------------------------------- | ----- | ----- |
| 1. Mai  | Georg Wolfsbach    | deutscher Benediktinerabt                                             |       |       |
| 2. Mai  | Elisabeth Cruciger | Dichterin geistlicher Lieder                                          |       |       |
| 4. Mai  | John Houghton      | englischer Kartäusermönch, römisch-katholischer Priester und Märtyrer |       |       |
| 4. Mai  | Augustine Webster  | englischer römisch-katholischer Märtyrer                              |       |       |
| 6. Mai  | Bartoš Písař       | tschechischer Geschichtsschreiber und Händler                         |       |       |
| 8. Mai  | Edward Stradling   | englischer Adliger                                                    |       |       |
| 15. Mai | Jacques du Terrail | französischer Bischof                                                 |       |       |
| 22. Mai | Alexius Crosner    | deutscher Theologe                                                    |       |       |

## Juni
| Tag      | Name                               | Beruf, bekannt als                                  | Alter | Beleg |
| -------- | ---------------------------------- | --------------------------------------------------- | ----- | ----- |
| 11. Juni | Johannes Sylvius Egranus           | deutscher Theologe, Humanist und Reformator         |       |       |
| 11. Juni | Johann VII.                        | Graf von Hoya, Heerführer in Lübeck                 |       |       |
| 13. Juni | George Nevill, 5. Baron Bergavenny | englischer Adliger, Militärkommandant und Politiker | 65    |       |
| 22. Juni | John Fisher                        | katholischer Geistlicher in England                 |       |       |
| 25. Juni | Rumiñahui                          | Inka-Heerführer unter Atahualpa                     |       |       |

## Juli
| Tag      | Name                       | Beruf, bekannt als                                                          | Alter | Beleg |
| -------- | -------------------------- | --------------------------------------------------------------------------- | ----- | ----- |
| 6. Juli  | Thomas Morus               | Lordkanzler von England unter König Heinrich VIII. und humanistischer Autor |       |       |
| 9. Juli  | Antoine Duprat             | französischer Kardinal und Kanzler von Frankreich                           | 72    |       |
| 10. Juli | Hans Edler von der Planitz | Jurist, Kaiserlicher und Kurfürstlich-Sächsischer Rat                       |       |       |
| 11. Juli | Joachim I.                 | Kurfürst von Brandenburg                                                    | 51    |       |
| 14. Juli | Zdeniek Lev von Rosental   | böhmischer Adliger                                                          |       |       |
| 22. Juli | Johann Ingenwinkel         | deutscher Domherr und Propst                                                |       |       |

## August
| Tag        | Name                  | Beruf, bekannt als            | Alter | Beleg |
| ---------- | --------------------- | ----------------------------- | ----- | ----- |
| 10. August | Ippolito de’ Medici   | Kardinal                      |       |       |
| 19. August | Thomas Eschaus        | deutscher Mediziner           |       |       |
| 19. August | Katharina zu Stolberg | Äbtissin des Klosters Drübeck |       |       |

## September
| Tag           | Name                            | Beruf, bekannt als   | Alter | Beleg |
| ------------- | ------------------------------- | -------------------- | ----- | ----- |
| 9. September  | Ägidius Rehm                    | Bischof von Chiemsee |       |       |
| 23. September | Katharina von Sachsen-Lauenburg | Königin von Schweden | 21    |       |

## Oktober
| Tag         | Name                 | Beruf, bekannt als                                       | Alter | Beleg |
| ----------- | -------------------- | -------------------------------------------------------- | ----- | ----- |
| 21. Oktober | Christian Beyer      | sächsischer Kanzler                                      |       |       |
| 24. Oktober | Francesco II. Sforza | Herzog von Mailand, Sohn des Ludovico Sforza von Mailand | 40    |       |

## November
| Tag          | Name               | Beruf, bekannt als                   | Alter | Beleg |
| ------------ | ------------------ | ------------------------------------ | ----- | ----- |
| 10. November | Franz Kolb         | reformierter Theologe und Reformator |       |       |
| 18. November | Piero de Ponte     | Großmeister des Malteserordens       | 73    |       |
| 24. November | Melchior Pfintzing | Autor                                | 53    |       |
| 24. November | Ulrich Zasius      | deutscher Jurist und Humanist        |       |       |
| 25. November | Bernard Wapowski   | polnischer Kartograf                 | 85    |       |

## Dezember
| Tag          | Name                            | Beruf, bekannt als                               | Alter | Beleg |
| ------------ | ------------------------------- | ------------------------------------------------ | ----- | ----- |
| 1. Dezember  | Gabriel von Eyb                 | Fürstbischof von Eichstätt                       | 80    |       |
| 3. Dezember  | Raymund Fugger                  | Reichsgraf und Kunstsammler                      | 46    |       |
| 15. Dezember | Denis Briçonnet                 | französischer Bischof                            |       |       |
| 15. Dezember | Christoph Kreß von Kressenstein | deutscher Bürgermeister und Politiker            | 51    |       |
| 18. Dezember | Otto III.                       | Graf von Rietberg (1516–1535)                    |       |       |
| 24. Dezember | Euricius Cordus                 | deutscher Humanist, Dichter, Arzt und Botaniker  |       |       |
| 24. Dezember | Nils Lykke                      | Ritter und Mitglied des norwegischen Reichsrates |       |       |

## Datum unbekannt
| Tag | Name                       | Beruf, bekannt als | Alter | Beleg |
| --- | -------------------------- | --- | ----- | ----- |
|     | Jodocus Badius             | flämischer Buchdrucker und Humanist |       |       |
|     | Girolamo Balbi             | italienischer Humanist und Bischof |       |       |
|     | Martin von Baumgartner     | Bergwerksbesitzer und Palästinafahrer |       |       |
|     | Stefan Berislavić          | serbischer Despot (1520–1526) |       |       |
|     | Sebastian von Breitenstein | deutscher Fürstabt im Fürststift Kempten (1522–1535) |       |       |
|     | Benedetto Coda             | italienischer Maler |       |       |
|     | Pierre Fabri               | französischer Dichter, Rhetoriker und Romanist |       |       |
|     | Bartlmä Firtaler           | Architekt, Baumeister |       |       |
|     | Johannes Gunckel           | deutscher Physiker und Logiker |       |       |
|     | Ulrich Hosse               | Münzmeister, Bürgermeister von Wilna |       |       |
|     | Gisbert Ketteler           | Dompropst in Paderborn und Domherr in Münster |       |       |
|     | Viktor Lauser              | Benediktiner und Abt der Abtei Niederaltaich |       |       |
|     | Johannes Lindholz          | deutscher Rechtswissenschaftler und Hochschullehrer |       |       |
|     | Quizquiz                   | General Atahualpas |       |       |
|     | Rudolf V. von Sulz         | Landgraf im Klettgau, Graf von Vaduz, Schellenberg und Blumenegg, Reichserbhofrichter zu Rottweil, Kaiserlicher Rat, Statthalter der Vorlande und Landvogt im Elsass |       |       |
|     | Schwarze Hofmännin         | deutsche Frau, die an den Bauernkriegen aktiv teilnahm |       |       |
|     | Gustav Trolle              | schwedischer Erzbischof |       |       |
|     | Ulrich von Hardegg         | österreichischer Adliger, Pfandinhaber der Grafschaft Glatz, Reichsgraf und Graf von Glatz                                                                           |       |       |
|     | Wynkyn de Worde            | englischer Buchdrucker |       |       |